# 什麼鳥日子
《什麼鳥日子》是一部於2012年4月上映的台灣電影，是福茂唱片為歌手韋禮安投資的千萬而拍攝的一部片，導演鄒奕笙和邱柏翰是韋禮安的台灣大學外文系同學，這兩位導演過去二年替韋禮安的Live House音樂旅程拍攝了11集詼諧搞怪的「WeiTV」。該片將由韋禮安、邱彥翔、吳冠群、許時豪、龐蕾馨、徐宏愷與洪章世等人共同演出，同時也是金曲獎新人韋禮安的第一部電影作品。

## 節目宣傳
- 播出時間2012年2月24日台視《百萬小學堂》[2]
- 播出時間2012年2月25日台視《百萬大歌星》[2]

## 劇情簡介
即將畢業的韋禮安正面臨著人生最關鍵的選擇，明顯擁有創作和演唱天分的他卻一直無法找到屬於自己的一片天地。經過一連串的挫折後，韋禮安選擇放棄夢想、接受現實，拋下音樂跑到燒臘店打工。此時，韋禮安的生命中突然無故出現一隻古怪又愛講話巨鳥，巨鳥聲稱自己是幻想玩伴有限公司派來的員工，且開始融入了韋禮安的生活。韋禮安也透過巨鳥開始慢慢審視自己的人生，當兩人漸漸成為默契十足的好兄弟時，巨鳥卻突然消失。韋禮安必須在有限時間內找回巨鳥的身體，同時學會如何面對自己的過去和未來…

## 演員陣容
- 韋禮安
- 邱彥翔
- 吳冠群
- 許時豪
- 龐蕾馨
- 徐宏愷
- 洪章世
- 吳碧蓮

## 歌曲
| 曲別   | 歌曲名稱 | 作詞   | 作曲   | 演唱者 | 備註                                  |
| 主題曲 | 鳥日子   | 韦礼安 | 韦礼安 | 韦礼安 | 收錄於2012年1月發行專輯《什麼鳥日子》 |

### 電影原聲帶
- 《什麼鳥日子》單曲EP

## 幕後團隊簡介
- 出品人：張耕宇
- 監製：吳怡芬
- 攝影指導：李鳴
- 燈光指導：許世明
- 音效：杜篤之

## 外部連結
- 《什麼鳥日子》的Facebook專頁
- Yahoo奇摩電影上《什麼鳥日子》的資料（繁體中文）
- MSN娛樂上《什麼鳥日子》的資料（繁體中文）

- 開眼電影網上《什麼鳥日子》的資料（繁體中文）
- 豆瓣电影上《什麼鳥日子》的資料 （简体中文）
- 时光网上《什麼鳥日子》的資料（简体中文）
- 香港影庫上《什麼鳥日子》的資料（繁體中文）
- 互联网电影数据库（IMDb）上《什麼鳥日子》的资料（英文）